# Prime Suspect
Prime Suspect was een Engelse televisieserie uitgezonden van 1991 tot 2006.
De serie werd geschreven door Lynda La Plante, die daarvoor in 1993 een Edgar Award ontving van de Mystery Writers of America. Helen Mirren vertolkt de verbeten Detective Chief Inspector (DCI) Jane Tennison, later gepromoveerd tot Detective Superintendent (DSI). Tegen de achtergrond van op te lossen moordzaken komen ook de strubbelingen van Tennison in het politieapparaat aan bod.

## Indeling en productie
Van Prime Suspect zijn zeven korte series gemaakt, elk met een doorlopend verhaal verdeeld over twee afleveringen van tezamen circa 3½ uur. (Bij sommige tv-zenders zijn de series bij uitzending opgesplitst over vier afleveringen.) Seizoen 4 was een uitzondering hierop met een totale lengte van iets meer dan vijf uur met drie afzonderlijke zaken.
De eerste vijf seizoenen werden in een gestaag tempo gemaakt zodat steeds één tot anderhalf jaar zat tussen elke serie. Hierna stopte Helen Mirren echter met haar medewerking omdat ze door de populariteit van de serie vreesde te veel vereenzelvigd te worden met haar rol. Daarmee kwam ook een tijdelijk einde aan de productie. Na een onderbreking van zeven jaar keerde Mirren terug en er werden nog twee seizoen gemaakt. Het laatste deel van de serie werd voor het eerst uitgezonden in 2006 onder de titel Prime Suspect VII: The Final Act.

## Verhaallijn
De serie gaat over de fictieve inspecteur bij de Londense politie (Metropolitan Police Service) Detective Chief Inspector (DCI) Jane Tennison (gespeeld door Helen Mirren). Op een na spelen alle seizoenen zich af in Londen; in seizoen vijf is de inmiddels tot Detective Superintendent gepromoveerde Tennison werkzaam in Manchester. Tegen de achtergrond van op te lossen moordzaken laat de serie zien hoe ze zich tegen de stroom in ontwikkelt in een door mannen gedomineerd beroep. Jackie Malton, een van de slechts vier vrouwelijke DCI's toen de serie begon, trad op als adviseur van de schrijvers.
Het eerste seizoen heeft seksisme op de werkvloer en als belemmering voor het onderzoek als een belangrijke subplot. In seizoen 2 is het subplot voor institutioneel racisme en voor pedofilie, kindermishandeling, en prostitutie in seizoen 3.
Het lukt Tennison niet goed om een evenwicht te vinden tussen haar werk en privé-situatie. Haar relaties lopen daardoor steeds stuk en een onverwachte zwangerschap laat ze beëindigen. Naarmate de serie vordert gebruikt ze steeds vaker alcohol ter ontspanning. Dit leidt in het laatste seizoen zelfs tot het bijwonen van bijeenkomsten van de Anonieme Alcoholisten (AA), waar ze haar verslaving uiteindelijk erkent en gaat aanpakken.
In seizoen zes oefent de politieleiding echter al zachte druk op haar uit om maar met vervroegd pensioen te gaan. In seizoen zeven is Tennison niet meer in een goede conditie. Haar pensioen nadert en haar vader is ernstig ziek en zal in de loop van het verhaal sterven. Omdat zij zich eenzaam voelt heeft zij haar heil gezocht in overmatig drankgebruik. Voor haar alchoholprobleem zoekt zij hulp bij de AA waar zij een collega van tien jaar geleden ontmoet (een rol gespeeld door de acteur Tom Bell, die kort na de opname van deze aflevering kwam te overlijden). The Final Act toont Tennisons strijd om de moordenaar van een meisje te vinden, maar laat ook het gevecht van haar innerlijke strijd tegen haar eenzaamheid en drankprobleem zien.

## Afleveringen
| Afl. | Titel                                          | Eerste uitzending |
| ---- | ---------------------------------------------- | ----------------- |
| 01   | "Prime Suspect, Part 1"                        | 7 april 1991      |
| 02   | "Prime Suspect, Part 2"                        | 8 april 1991      |
| 03   | "Prime Suspect 2, Part 1"                      | 15 december 1992  |
| 04   | "Prime Suspect 2, Part 2"                      | 16 december 1992  |
| 05   | "Prime Suspect 3, Part 1"                      | 19 december 1993  |
| 06   | "Prime Suspect 3, Part 2"                      | 20 december 1993  |
| 07   | "Prime Suspect 4: The Lost Child"              | 30 april 1995     |
| 08   | "Prime Suspect 4: Inner Circles"               | 7 mei 1995        |
| 09   | "Prime Suspect 4: The Scent of Darkness"       | 15 mei 1995       |
| 10   | "Prime Suspect 5: Errors of Judgement, Part 1" | 20 oktober 1996   |
| 11   | "Prime Suspect 5: Errors of Judgement, Part 2" | 21 oktober 1996   |
| 12   | "Prime Suspect 6: The Last Witness, Part 1"    | 9 november 2003   |
| 13   | "Prime Suspect 6: The Last Witness, Part 2"    | 10 november 2003  |
| 14   | "Prime Suspect 7: The Final Act, Part 1        | 15 oktober 2006   |
| 15   | "Prime Suspect 7: The Final Act, Part 2"       | 22 oktober 2006   |

## Acteurs
Belangrijke rollen worden gespeeld door:
- Helen Mirren
- Ralph Fiennes
- Tom Wilkinson
- Zoë Wanamaker
- David Thewlis
- Mark Strong
- Ciarán Hinds
- Tom Bell
- Jonny Lee Miller

## Dvd
De serie is uitgebracht met Nederlandse ondertiteling op in totaal 14 disks met een gezamenlijke speelduur van 1630 minuten.

## Remake
Voor het seizoen 2010–2011 is door NBC een Amerikaanse bewerking gemaakt van Prime Suspect met Maria Bello in de hoofdrol als detective in New York. Halverwege de geplande 13 afleveringen is besloten om vanwege de tegenvallende kijkcijfers de serie niet te verlengen.